# England Squash
England Squash (connu sous le nom de England Squash & Racketball de 2009 à 2015) est reconnu par Sport England comme l'organisme national anglais régissant les sports de raquette du squash. Basé au National Squash Centre  de Manchester, il vise à accroître la participation pour ce sport.

## Histoire
Squash Rackets Association est fondée en 1928, pour reprendre l'administration du jeu de Tennis and Rackets Association. En 1934, l'Association féminine de squash est créée. Ces associations se sont occupées du squash en Grande-Bretagne jusqu'en 1980, date à laquelle la responsabilité de l'Écosse et du Pays de Galles passe aux mains d'associations nationales autonomes. La SRA anglaise et la SRA féminine fusionnent en 1989.
La SRA est l'autorité mondiale reconnue pour le squash jusqu'à la formation, en 1967, de la Fédération internationale de squash (qui devient la Fédération mondiale de squash en 1992). En 1988, la British Racketball Association fusionne avec la SRA.
En 2001, la SRA est relancé sous le nom de England Squash, devenant England Squash & Racketball en 2009. Le directeur général depuis longtemps (11 années), Nick Rider, part en 2014 et en 2015, le nom de racketball est supprimé de son titre